# Coleocarya gracilis
Coleocarya gracilis là một loài thực vật có hoa trong họ Restionaceae. Loài này được S.T.Blake mô tả khoa học đầu tiên năm 1943.